# Nghĩa Hiệp, Yên Mỹ
Nghĩa Hiệp là một xã thuộc huyện Yên Mỹ, tỉnh Hưng Yên, Việt Nam.

## Địa lý
Xã Nghĩa Hiệp có vị trí địa lý:
- Phía đông giáp xã Liêu Xá
- Phía tây giáp xã Giai Phạm
- Phía nam giáp xã Ngọc Long
- Phía bắc giáp thị xã Mỹ Hào.

Xã Nghĩa Hiệp có diện tích 3,23 km², dân số năm 2019 là 6.549 người, mật độ dân số đạt 2.030 người/km².

## Hành chính
Xã Nghĩa Hiệp được chia thành 3 thôn: Thanh Xá, Yên Lão, Yên Thổ.

## Lịch sử
Trước đây, xã Nghĩa Hiệp thuộc huyện Mỹ Văn cũ.
Ngày 24 tháng 7 năm 1999, Chính phủ ban hành Nghị định 60/1999/NĐ-CP về việc chuyển xã Nghĩa Hiệp thuộc huyện Mỹ Văn cũ về huyện Yên Mỹ mới tái lập quản lý.

## Văn hóa
Xã Nghĩa Hiệp ngày nay trùng với làng cổ Liêu Xuyên xưa nơi có chiều sâu về văn hóa. Xã cũng là quê hương của trạng nguyên Đỗ Thế Diên và tể tướng Phạm Công Trứ. Ở Nghĩa Hiệp có nhiều di tích có giá trị về văn hóa lịch sử trong đó có di tích đình, chùa Thanh Xá, đền thờ Phạm Công Trứ, lăng mộ Phạm Công Trứ là những di tích đã được Bộ văn hóa thông tin xếp hạng cấp quốc gia.

## Giao thông
Các tuyến, hệ thống giao thông quan trọng đi qua xã Nghĩa Hiệp:
- Quốc lộ 39: đi Mỹ Hào, Khoái Châu, Triều Dương, Hưng Hà, Thái Bình...
- Tỉnh lộ 380: đi Cầu Treo, Liêu Xá, phố Nối, Văn Lâm, Cầu Gáy...
- Hệ thống xe buýt 205.

## Kinh tế
Nghĩa Hiệp ngoài sản xuất nông nghiệp còn kết hợp với công nghiệp, tiểu thủ công nghiệp, thương mại, dịch vụ. Về nghề thủ công xã có nghề làm mũ cối. Ở xã Nghĩa Hiệp và lân cận có nhiều công ty, nhà máy, xí nghiệp tạo nhiều việc làm cho lao động xã và từ địa phương khác. Ngành dịch vụ đa dạng như cho thuê nhà trọ, kinh doanh hàng gia dụng, sinh hoạt, thực phẩm khá phát triển.